# Chiến dịch Cedar Falls
Chiến dịch Cedar Falls (tiếng Việt: Chiến dịch bóc vỏ Trái Đất) là chiến dịch quân sự từ ngày 8 tháng 1 đến 26 tháng 1 năm 1967 trong Chiến tranh Việt Nam do Quân đội Mỹ và Quân lực Việt Nam Cộng hòa thực hiện nhằm phá hủy các căn cứ của Quân Giải phóng miền Nam Việt Nam ở "Tam giác sắt" (khu vực rộng 155 km² nằm giữa sông Sài Gòn và đường 13, khoảng 40 km phía bắc trung tâm Sài Gòn), nơi có hệ thống Địa đạo Củ Chi là căn cứ quan trọng của quân Giải phóng.

## Diễn biến
Chiến dịch huy động 16.000 lính Mỹ và 14.000 lính Việt Nam Cộng hòa, cùng một số lính New Zealand với hơn 400 xe tăng - xe bọc thép, 800 tàu xuồng chiến đấu trên sông, hơn 100 khẩu pháo các loại và nhiều máy bay, kể cả B-52. Lực lượng chi viện gồm 8 Tiểu đoàn Pháo 105mm, 2 Tiểu đoàn pháo 155mm. Lực lượng công binh và hóa học được huy động đến 900 lính
Quân Giải Phóng Miền Nam tại khu vực có chừng 10.000 người, phần lớn là dân quân, trang bị thiếu thốn. Bị áp đảo cả về quân số và hỏa lực, quân Giải Phóng quyết định không giao chiến trực diện mà phân tán rút vào rừng và ẩn nấp trong các địa đạo, chỉ sử dụng các nhóm nhỏ để đánh phục kích Mỹ.
Quân Mỹ dùng máy bay B-52 rải thảm bom, pháo binh bắn bắn liên tục, sử dụng 200 chó béc-giê để sục tìm địa đạo, dùng 200 xe ủi san bằng 11 km2 rừng, triệt hạ hầu hết làng mạc, nhà cửa trong vùng (6.000 căn nhà bị san ủi, bị đốt), cướp đi 3.700 tấn lúa. Gần 1.000 người, đa số là dân thường đã chết và bị thương, gần 15.000 người dân Bến Súc, Củ Chi bị bắt đi nơi khác. Trong chiến dịch này, "lính chuột cống" (Tunnel Rat) được sử dụng lần đầu tiên để xâm nhập hầm trú ẩn và hệ thống công sự ngầm của Quân Giải phóng. Quân Mỹ dùng đủ mọi cách phá địa đạo như: dùng máy ủi khổng lồ để xúc, dùng xe tăng hạng nặng để đè bẹp các địa đạo, dùng chó becgie để tìm cửa địa đạo, bơm nước song hoặc xả hơi độc xuống địa đạo

## Tổn thất

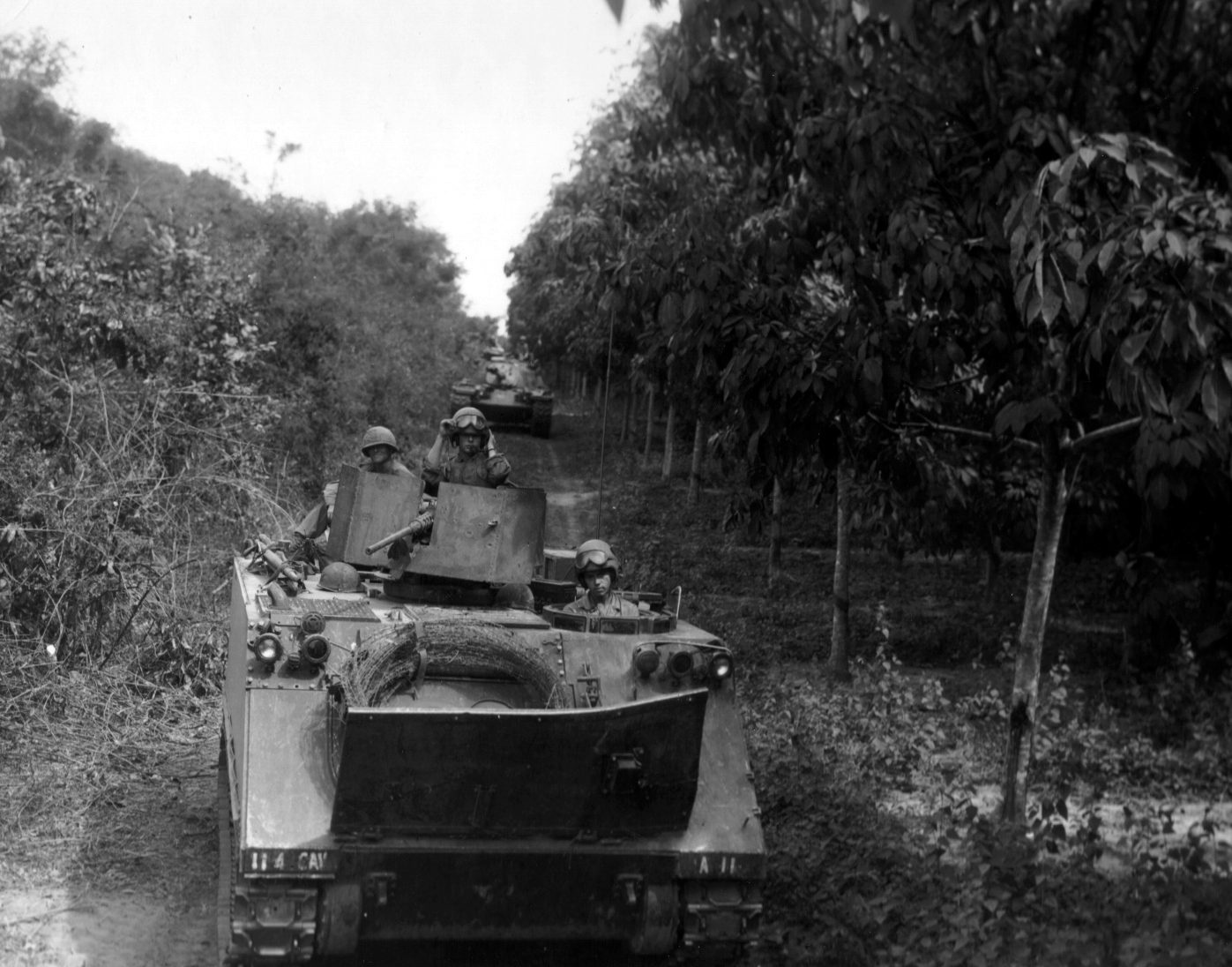
Thiết giáp xa M-113 của binh sĩ Hoa Kỳ hành quân trong Chiến dịch Cedar Falls

Quân đội Mỹ và Quân lực Việt Nam Cộng hòa tuyên bố đã tiêu diệt 750 quân Giải phóng và bắt 280 tù binh. Quân Mỹ thu được 23 vũ khí hạng trung, 590 vũ khí cá nhân và 200 quả mìn, lựu đạn, đạn pháo và súng cối. 100 công trình kiên cố, 250 hầm và hơn 500 công trình khác bị phá hủy. 60 ngàn băng đạn cho vũ khí cá nhân, 7.500 bộ quân phục, 3,7 ngàn tấn gạo và khoảng nửa triệu trang tài liệu bị thu giữ cùng nhiều vật liệu chiến tranh khác.
Đây là những số liệu do quân Mỹ tuyên bố, chứ chưa có tài liệu đối chứng của quân Giải phóng, nên con số thực tế có thể rất khác.
Thương vong của Mỹ theo họ tuyên bố là 72 thiệt mạng và 337 bị thương; phía Việt Nam Cộng hòa là 11 chết và 8 bị thương. Phía Mỹ bị phá hủy 2 xe tăng, 5 xe bọc thép; ngoài ra còn bị hư hại 3 xe tăng, 9 xe bọc thép, 1 xe tăng hạng nặng, 2 xe ô tô và 2 trực thăng trinh sát nhẹ. Quân đội Việt Nam Cộng hòa mất 3 vũ khí cá nhân.
Trong khi đó, nguồn từ phía Việt Nam tuyên bố đã có 2.500 lính Mỹ, 200 lính VNCH và 54 lính New Zealand chết hoặc bị thương. 149 xe quân sự (trong đó có nhiều xe tăng M-41, xe bọc thép M-113 và M-118) bị phá hủy hoặc hư hại, 28 máy bay các loại bị bắn rơi hoặc hư hại

## Kết quả

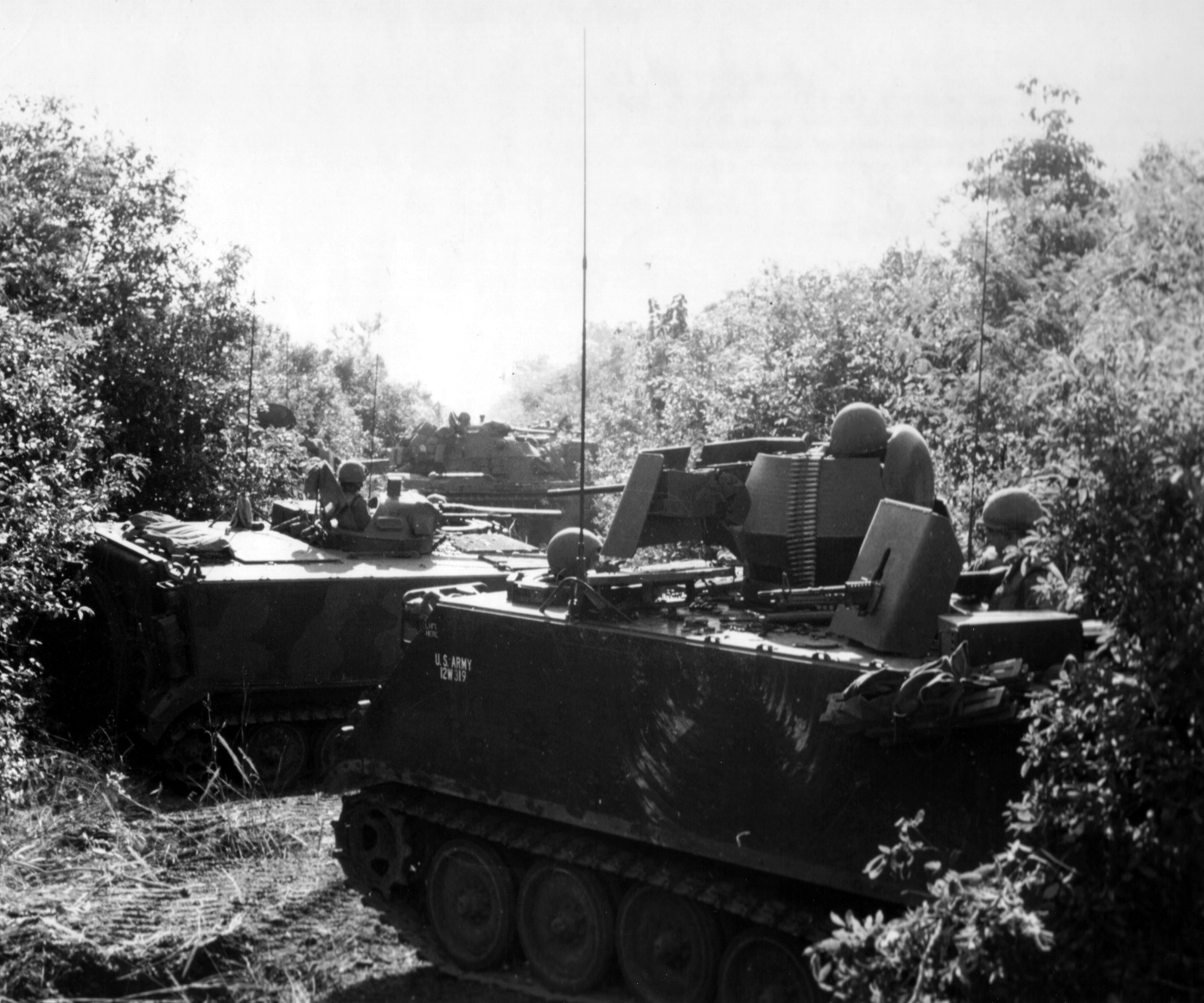
Thiết giáp của Đại đội 3, Lực lượng Kỵ binh Cơ giới 11 Hoa Kỳ tham gia chiến dịch

Mặc dù đã phá hủy nhiều đoạn công sự của Quân Giải phóng, nhưng mục tiêu phía Mỹ đặt ra về cơ bản đã không đạt được. Tướng Marshall nói: “Sự việc diễn biến hoàn toàn không giống chúng ta (Mỹ) dự tính. Rất ít quân du kích bị đánh bật ra ngoài hoặc bị giết. Hệ thống hầm ngầm không bị triệt phá mà chỉ bị hư hại. Hố bom loang lổ, hàng mảng đất bị cày xới lên bằng máy xúc. Song không có quả bom nào, không có máy xúc nào khoét đủ sâu để phá hoại được hầm ngầm. Nếu ta tin những công binh thăm dò nói thật, họ sẽ nói chắc chắn “không phá hủy được”. Cái khó không phải chỉ vì hệ thống hầm ngầm đào quá sâu mà chính vì nó chạy ngoắt nghéo không một chỗ nào thẳng. Những cửa ngách và lỗ thông hơi thì nhiều vô kể, điều đó hạn chế khả năng bị phá hủy” 
Trong khi đó, việc bảo vệ an toàn phần lớn căn cứ có thể coi là một thắng lợi của Mặt trận Dân tộc Giải phóng miền Nam. Nhờ vào hệ thống địa đạo có quy mô khổng lồ và tổ chức tinh vi, họ không cần mất nhiều công sức để bài binh bố trận hay tổ chức những trận đánh lớn đầy rủi ro, mà phía Mỹ vẫn phải rút quân. Thành công này của Quân Giải phóng có sự đóng góp lớn của các tin tức tình báo chính xác.
Trước chiến dịch này còn có một cuộc hành quân khác của quân đội Mỹ nhằm vào Củ Chi cũng đã chịu thất bại tương tự, đó là Chiến dịch Crimp năm 1966.